# فرودگاه پوتس‌تاون لیمرک
 فرودگاه پوتس‌تاون لیمرک (به انگلیسی: Pottstown Limerick Airport) یک فرودگاه همگانی بهره‌برداری هوایی با کد یاتا PTW است که یک باند فرود آسفالت دارد و طول باند آن ۱۰۲۷ متر است. این فرودگاه در کشور ایالات متحده آمریکا قرار دارد و در ارتفاع ۹۴ متری از سطح دریا واقع شده است.